# 长清路站
长清路站位于中华人民共和国上海市浦东新区耀华路与长清路交叉口，是上海地铁7号线与13号线的地铁换乘站。
7号线设地下二层岛式车站，位于路口以西、沿耀华路布置，于2009年12月5日启用，当时是直达2010年世界博览会场址的车站之一。
13号线设地下三层岛式车站，位于路口东南长青公园内，亦在世博前完成土建，后随13号线二期工程开通于2018年12月30日启用。
路口东北象限设有一根7号线与13号线间的联络线，在世博会期间曾用于13号线（时为世博专线）的车辆出入。
7号线与13号线车站间设计有L字形换乘通道，东接13号线地下二层小站厅，北接7号线地下一层站厅公共区东端，在L字拐角处设置一个出入口（5号口）。其中东西向跨越长清路的部分（含5号口）已随13号线车站在世博前建成，2018年同步投用。南北向部分穿越长青教师公寓地块，需征迁其公建设施，在世博前车站建设时未实施。13号线开通后，乘客可从5号口出至地面，再步行至2号口进站以乘坐7号线，享受虚拟换乘连续计价。乘客如需站內換乘可在长寿路站轉乘7号线与13号线。
换乘通道待建设部分长约90.85米、内净宽5米，拟采用顶管法构筑。为实施该工程，2021年2月28日，13号线小站厅的过街区与5号口围封停用，换乘乘客需改用6号口，绕行从地面路口过街。2022年2月，换乘通道专项规划（实施深化）草案公示。但此后未动工。申通建设集团负责人受访说，居民对施工的损害风险存有疑虑，而根据现行政策法规，工程相关手续需取得法定数量居民的书面认可，路方未能完成；至于可否恢复5号口，需研究决定。

## 車站结构
7号线车站与13号线车站皆为地下岛式站台。
| 地面层   | 出入口             | 1-4、6-7出入口                                                  |  |  |
| 地下一层 | 7号线站厅          | 连接1-4号口 票务服务、自动售票机、人工服务台                    |  |  |
|          | 13号线站厅         | 连接6-7号口 票务服务、自动售票机、人工服务台                    |  |  |
| 地下二层 | 13号线小站厅       | 连接5号口、换乘通道 自动售票机、人工服务台(2021年2月起围封停用) |  |  |
|          | ①站台              | █ 7号线 往美兰湖（后滩）                                        |  |  |
|          | 岛式站台，左侧开门 |                                                                 |  |  |
|          | ②站台              | █ 7号线 往花木路（耀华路）                                      |  |  |
| 地下三层 | ③站台              | █ 13号线 往金运路（世博大道）                                   |  |  |
|          | 岛式站台，左侧开门 |                                                                 |  |  |
|          | ④站台              | █ 13号线 往张江路（成山路）                                     |  |  |

## 车站出口
| 出口编号            | 出口指示                   | 照片           |
| 连通 7号线站厅      | 连通 7号线站厅             | 连通 7号线站厅 |
| ------------------- | -------------------------- | -------------- |
| 1 · 出口 · （设有） | 长清路，耀华路             |                |
| 2 · 出口            | 长清路，耀华路             |                |
| 3 · 出口            | 耀华路                     |                |
| 4 · 出口            | 耀华路                     |                |
| 连通 13号线站厅     |                            |                |
| 5 · 出口            | 长清路，耀华路（暂时关闭） |                |
| 6 · 出口            | 长清路                     |                |
| 7 · 出口            | 长清路，昌里路             |                |
| 图例： 设有         |                            |                |

## 公交换乘
82、314、338、454、572、604、610、627、734、781、786、871、974、974（区间）、隧道一线、隧道一线（区间）、隧道二线、隧道夜宵一线、沪塘专线、万周专线

## 周边
- 耀华一村
- 长青公园 (上海)